# Natsuzora no Perseus
Natsuzora no Perseus là visual novel có chứa nội dung người lớn của Nhật Bản, được phát triển và phát hành bản chính thức bởi Minori. Phiên bản ban đầu của trò chơi được phát hành vào ngày 21 tháng 2 năm 2012 tại Nhật Bản trên hệ điều hành Microsoft Windows. Các sản phẩm khác đáng chú ý của Minori bao gồm Wind: A Breath of Heart, Ef: A Fairy Tale of the Two., Eden*. 

## Tổng quan

### Lối chơi
Hầu hết lối chơi trong Natsuzora no Perseus yêu cầu ít sự tương tác của người chơi, phần lớn thời gian dành cho việc đọc lời thoại xuất hiện trên màn hình trò chơi. Trò chơi có nhiều mạch truyện và kết thúc khác nhau; cách chơi để dẫn đến các trường hợp đó bao gồm các "điểm quyết định" với nhiều lựa chọn, đó là lúc mà người chơi có thể chọn hướng đi của cốt truyện theo ý muốn, và kết thúc cũng tùy vào sự lựa chọn đó. Ở Natsuzora no Perseus, người chơi có thể mở ra nhiều kết thúc, nhưng chỉ có một kết thúc được gọi là kết thúc thật sự. Đây là kết thúc mà tác giả truyền đạt tất cả ý nghĩa của tác phẩm. Người chơi có thể mở ra nội dung người lớn trong trò chơi ở phiên bản dành cho người lớn. Điểm đặc biệt của Natsuzora no Perseus so với các visual novel cùng thời điểm là có công nghệ nhép môi cho các nhân vật trong trò chơi. Công nghệ này giúp người chơi cảm giác nhân vật trở nên gần gũi và thực tế hơn.

### Nhân vật

#### Nhân vật chính
Toono Shinra (遠野羅)
Nhân vật chính mà người chơi sẽ hoá thân trong câu chuyện.
Hishida Ayame (菱田 あやめ)
Lồng tiếng bởi: Sakurai Mirei
Sawatari Touka (沢渡 透香)
Lồng tiếng bởi: Ichikawa Hinako
Toono Ren (遠野 恋)
Lồng tiếng bởi: Kusuhara Yui
Em gái của Shinra

### Cốt truyện
Shinra và em gái của mình là Ren có khả năng trao đổi "nỗi đau" lên bản thân bằng cách chạm vào người khác. Kể từ khi con nhỏ, hai anh em đã bị bố mẹ nuôi lợi dụng năng lực này. Mệt mỏi vì phải liên tục đổi chỗ ở, họ quyết định rời đi đến một làng quê hẻo lánh ở trong núi thuộc vùng Tenryou-mura nhằm mục đích không để bố mẹ nuôi lợi dụng năng lực của mình nữa. Mặc dù họ có thể hạn chế nỗi đau của người khác tạm thời bằng lấy đi từ họ, nhưng họ vẫn không thể chữa lành nỗi đau dù là nguyên nhân gì. Tuy nhiên, mẹ của Shinra đã từng nói rằng, năng lực của cậu là món quà cho người đặc biệt trong đời cậu.
Người họ hàng xa của cậu là Sui gặp hai anh em và dẫn họ đi dạo quanh trường, nơi họ gặp con mọt sách Ayame và Touka, người sở hữu nụ cười thiên thần. Dần dần, Shinra khám phá ra được "nỗi đau" của từng cô gái phải gánh chịu. Sui thì có đôi chân bị thương tật, trong khi Ayame phải chịu đựng nỗi đau của mất mát bố mẹ từ lần tai nạn giao thông. Em gái Ren không tin bất cứ ai cả, chỉ dựa vào cậu. Tuy nhiên, nỗi đau của Touka thì khác hẳn hoàn toàn với bất kì ai, mỗi khi Shinra chạm vào cô là có một nỗi đau tựa như bắn xuyên cơ thể. Đây là bắt đầu câu chuyện của tình yêu và sự hi sinh.